# 다카마쓰코토히라 전기 철도 고토히라선
고토히라 선(일본어: 琴平線)은 다카마쓰코토히라 전기 철도의 철도 노선 가운데 하나이다. 일본 가가와현 다카마쓰시에 있는 다카마쓰칫코 역과 나카타도군 고토히라정에 있는 고토덴코토히라 역을 잇는다.

## 운행 형태
낮 시간대에는 다카마쓰칫코 ~ 이치노미야 구간이 15분 간격으로 이치노미야 ~ 고토덴코토히라 구간이 30분 간각으로 운행된다.
다카마쓰 축항 ~ 가와라마치 구간은 나가오 선 열차도 운행된다.

## 차량

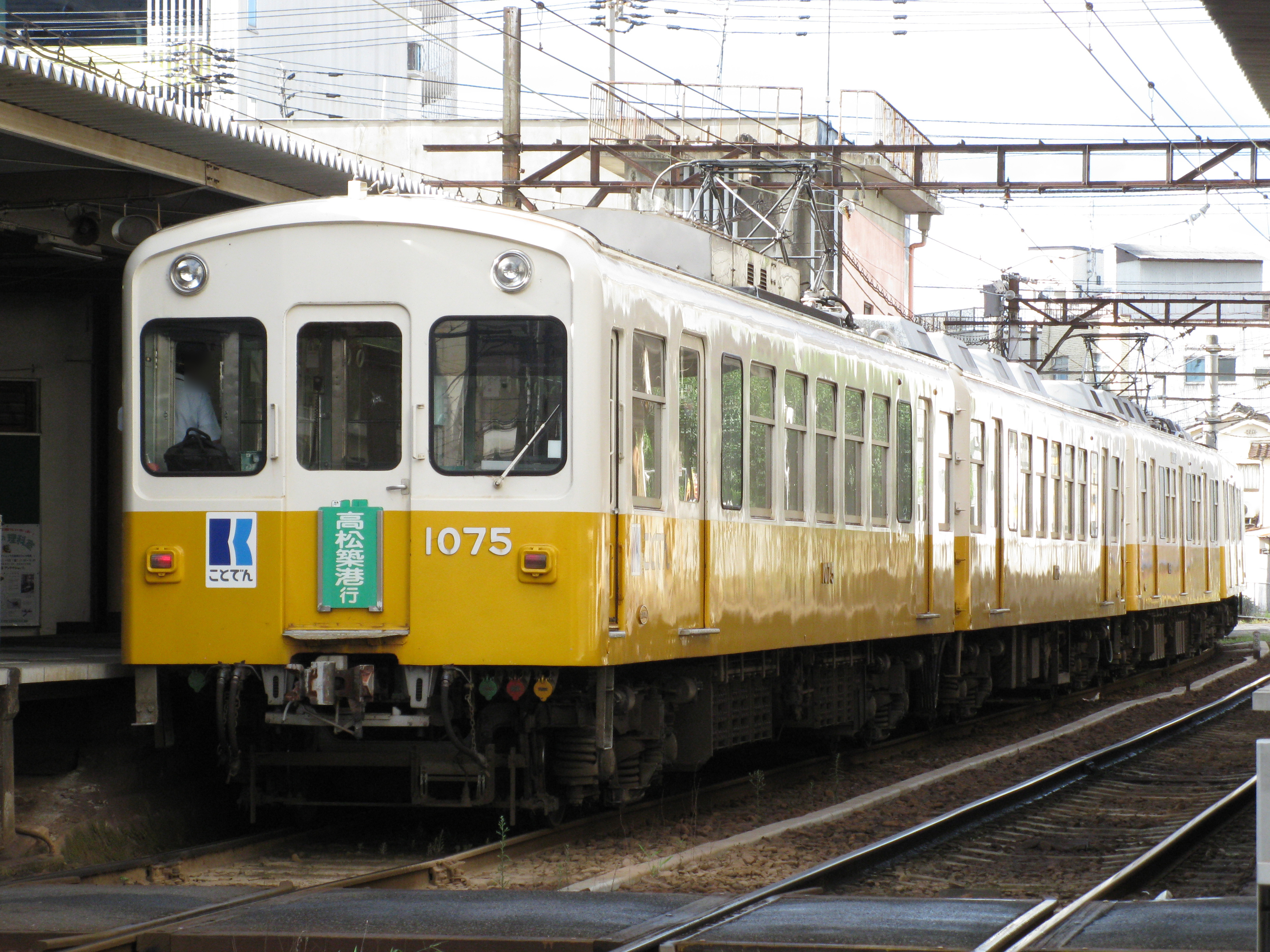
1070형
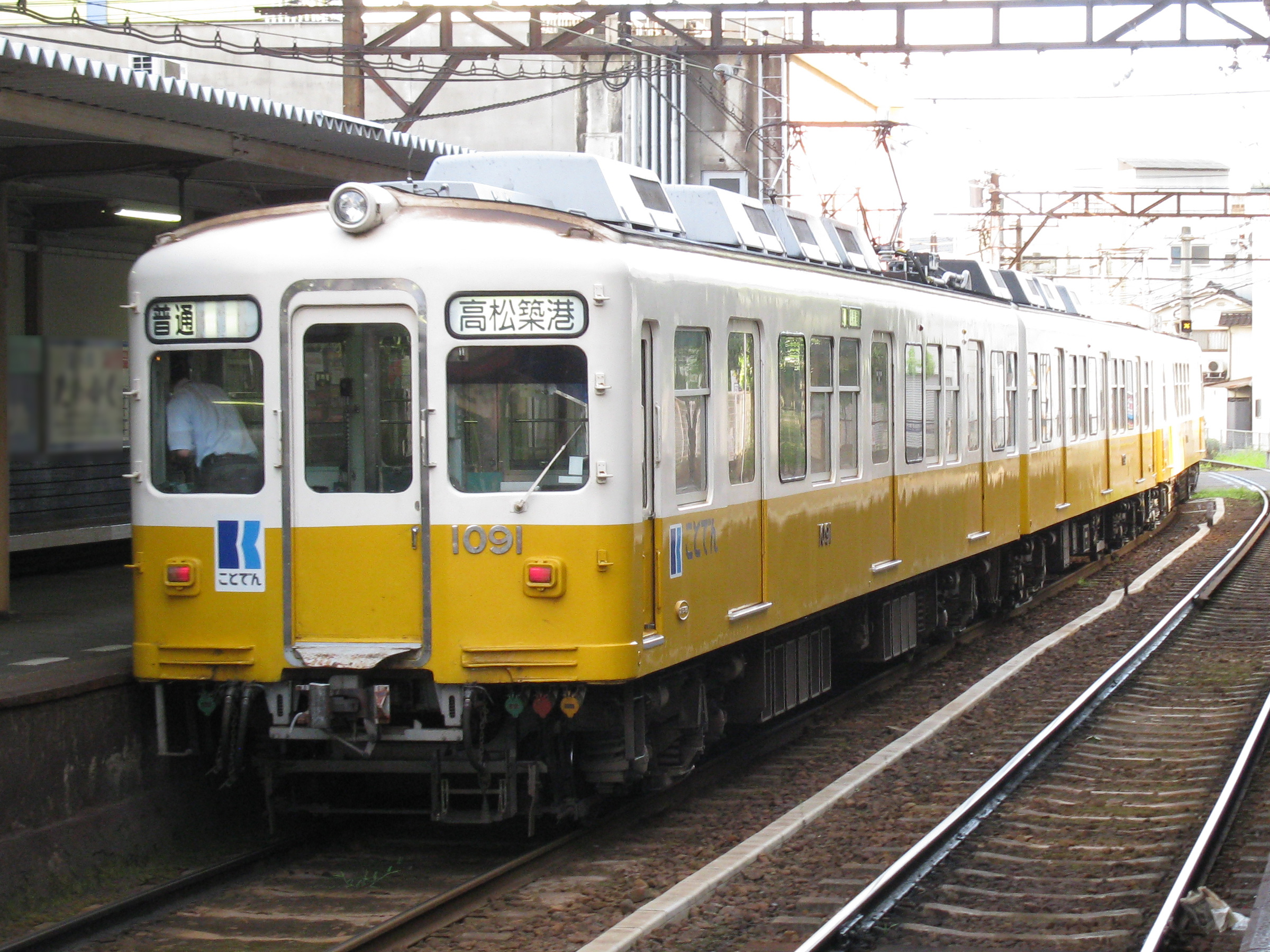
1080형
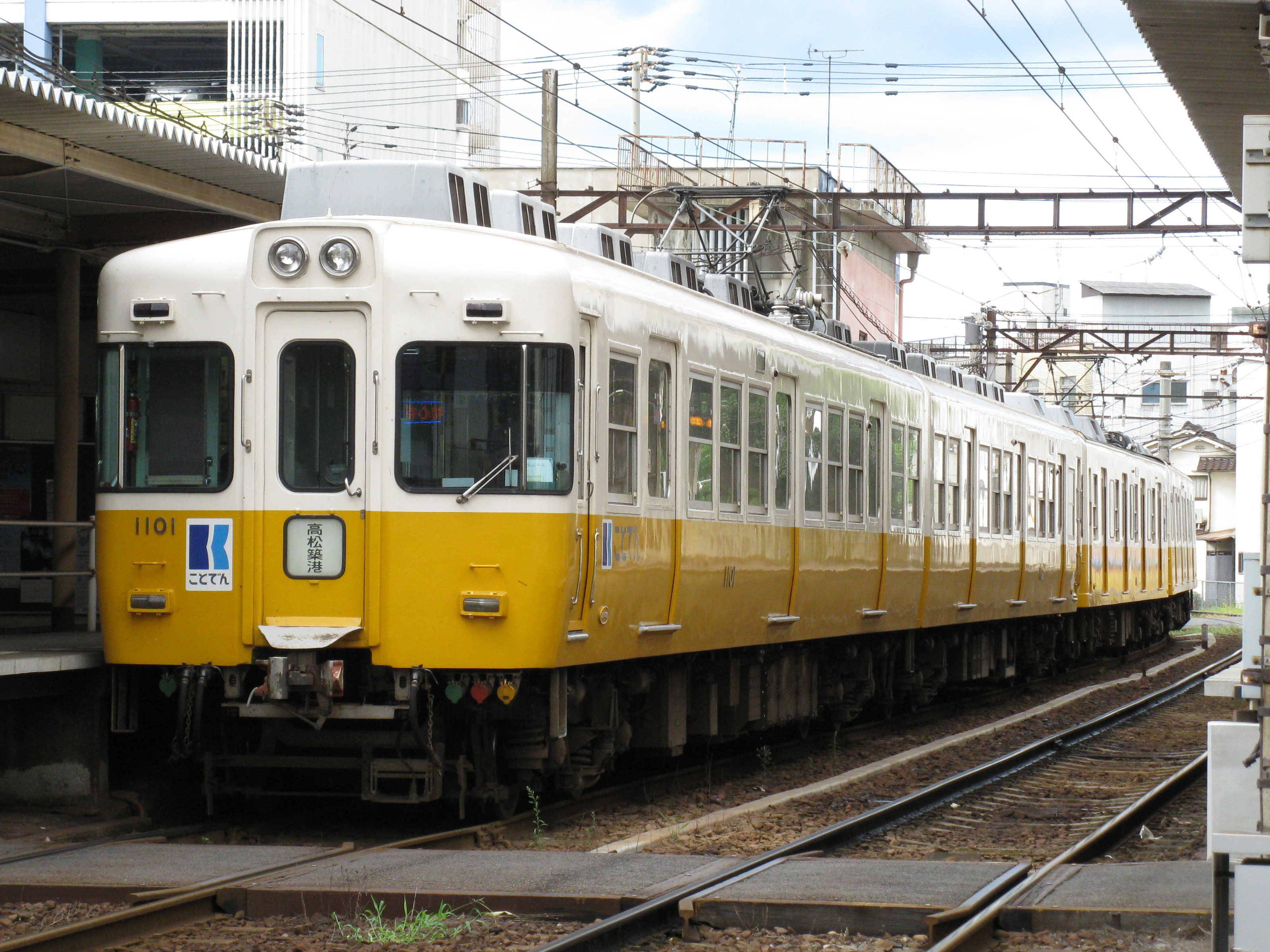
1100형
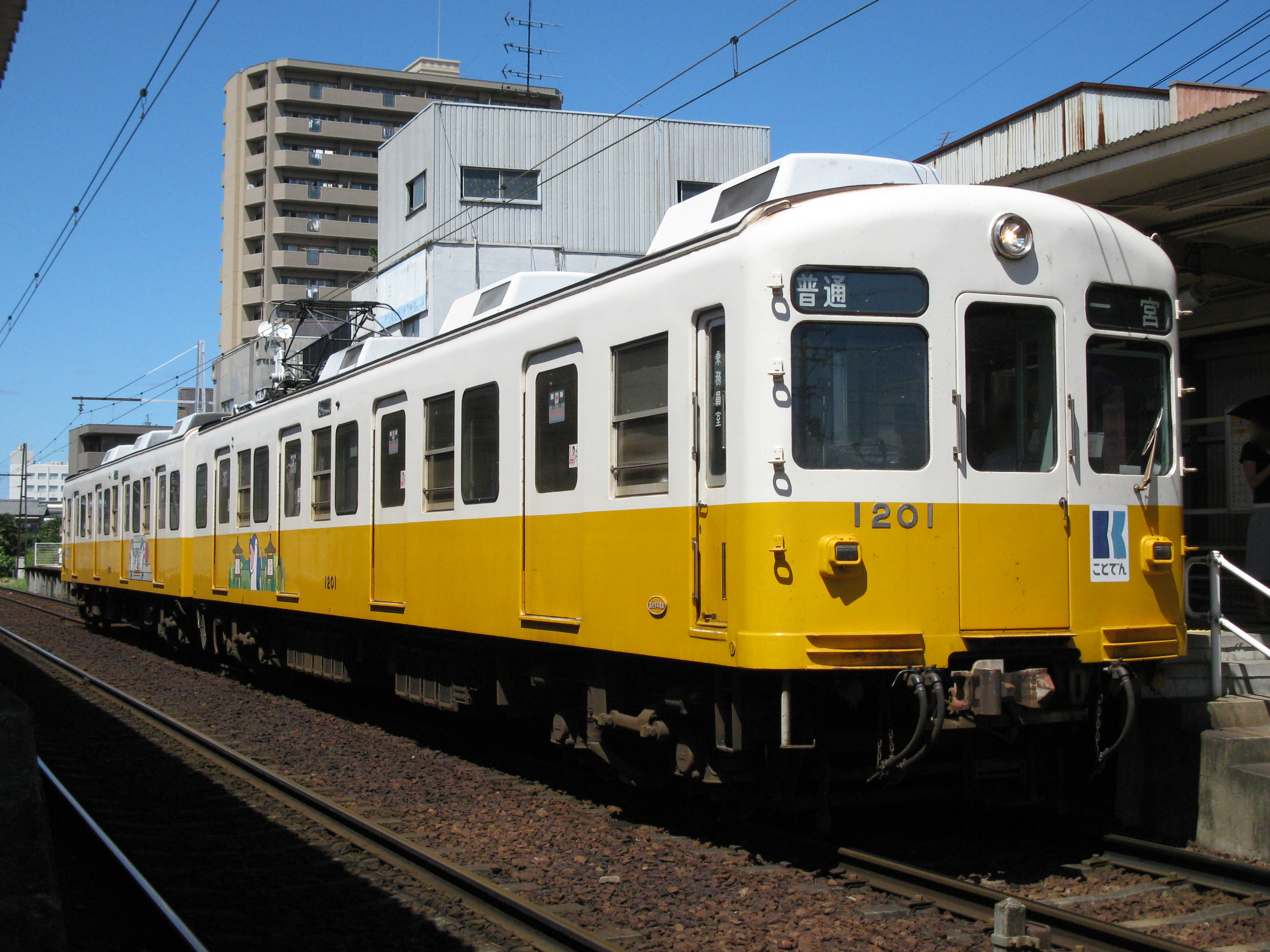
1200형

- 1070형
- 1080형
- 1100형
- 1200형

## 역 목록
※ 전 노선 가가와현에 소재.
| 역 번호   | 역명           | 일어 역명 | 역간 거리 | 영업 거리 | 접속 노선                                                     | 소재지     | 소재지     |
| --------- | -------------- | --------- | --------- | --------- | ------------------------------------------------------------- | ---------- | ---------- |
| K 00 N 00 | 다카마쓰칫코   | 高松築港  | -         | 0.0       | 시코쿠 여객철도 고토쿠 선 · 요산선 (세토대교 선) (다카마쓰역) | 다카마쓰시 | 다카마쓰시 |
| K 01 N 01 | 가타하라마치   | 片原町    | 0.9       | 0.9       |                                                               | 다카마쓰시 | 다카마쓰시 |
| K 02      | 가와라마치     | 瓦町      | 0.8       | 1.7       | 다카마쓰고토히라 전기 철도 나가오 선 (N 02) · 시도 선 (S 00)  | 다카마쓰시 | 다카마쓰시 |
| K 03      | 리쓰린코엔     | 栗林公園  | 1.2       | 2.9       |                                                               | 다카마쓰시 | 다카마쓰시 |
| K 04      | 산조           | 三条      | 1.0       | 3.9       |                                                               | 다카마쓰시 | 다카마쓰시 |
| K 05      | 오타           | 太田      | 2.3       | 6.2       |                                                               | 다카마쓰시 | 다카마쓰시 |
| K 06      | 붓쇼잔         | 仏生山    | 1.8       | 8.0       |                                                               | 다카마쓰시 | 다카마쓰시 |
| K 07      | 구코도리       | 空港通り  | 1.0       | 9.0       |                                                               | 다카마쓰시 | 다카마쓰시 |
| K 08      | 이치노미야     | 一宮      | 1.0       | 10.0      |                                                               | 다카마쓰시 | 다카마쓰시 |
| K 09      | 엔자           | 円座      | 1.2       | 11.2      |                                                               | 다카마쓰시 | 다카마쓰시 |
| K 10      | 오카모토       | 岡本      | 2.6       | 13.8      |                                                               | 다카마쓰시 | 다카마쓰시 |
| K 11      | 가자시가오카   | 挿頭丘    | 1.2       | 15.0      |                                                               | 아야우타군 | 아야가와정 |
| K 12      | 하타다         | 畑田      | 0.8       | 15.8      |                                                               | 아야우타군 | 아야가와정 |
| K 13      | 스에           | 陶        | 2.5       | 18.3      |                                                               | 아야우타군 | 아야가와정 |
| K 14      | 아야가와       | 綾川      | 1.5       | 19.8      |                                                               | 아야우타군 | 아야가와정 |
| K 15      | 다키노미야     | 滝宮      | 0.9       | 20.7      |                                                               | 아야우타군 | 아야가와정 |
| K 16      | 하유카         | 羽床      | 2.1       | 22.8      |                                                               | 아야우타군 | 아야가와정 |
| K 17      | 구리쿠마       | 栗熊      | 1.8       | 24.6      |                                                               | 마루가메시 | 마루가메시 |
| K 18      | 오카다         | 岡田      | 2.6       | 27.2      |                                                               | 마루가메시 | 마루가메시 |
| K 19      | 하자마         | 羽間      | 1.9       | 29.1      |                                                               | 나카타도군 | 만노정     |
| K 20      | 에나이         | 榎井      | 2.5       | 31.6      |                                                               | 나카타도군 | 고토히라정 |
| K 21      | 고토덴코토히라 | 琴電琴平  | 1.3       | 32.9      | 시코쿠 여객철도 도산 선 (고토히라역)                          | 나카타도군 | 고토히라정 |